# Дерозан, Демар
Демар Дарнелл Дерозан (англ. DeMar Darnell DeRozan; род. 7 августа 1989 года в Комптоне, штат Калифорния, США) — американский профессиональный баскетболист, выступающий за команду Национальной баскетбольной ассоциации «Сакраменто Кингз». Играет на позициях атакующего защитника и лёгкого форварда. Был выбран в первом раунде под общим 9-м номером на драфте НБА 2009 года.

## Спортивная карьера
В своём единственном сезоне, проведённом за студенческую команду Университета Южной Калифорнии, Дерозан набирал в среднем за игру 13,9 очков, 5,7 подборов и 1,5 передачу. В 2020 году его номер №10 был выведен из обращения.

### Торонто Рэпторс (2009—2018)
25 июня 2009 года на драфте НБА был выбран под девятым номером командой «Торонто Рэпторс». 9 июля 2009 года он подписал с «хищниками» свой первый профессиональный контракт. За 9 сезонов в «Торонто» Дерозан набирал в среднем 19,7 очка, 4,1 подбора и 3,1 передачи за матч.

### Сан-Антонио Спёрс (2018—2021)
18 июля 2018 года в результате обмена на Кавая Леонарда и Дэнни Грина перешёл в «Сан-Антонио Спёрс».
После того, как в марте сезон 2019/20 НБА был приостановлен из-за пандемии COVID-19, «Сперс» стали одной из 22 команд, приглашенных в «Баббл». Однако, закончив сезон с результатом 32 победы и 39 поражений, команда не попала в плей-офф, что стало первым случаем с 2013 года, когда команда Дерозана не попала в плей-офф.
26 апреля 2021 года ДеРозан набрал максимальные за сезон 37 очков и сделал 10 передач в матче против «Вашингтон Уизардс». Четыре дня спустя он сделал 14 передач в матче против «Бостон Селтикс». Несмотря на то, что «Спёрс» квалифицировались в недавно введенный турнир плей-ин, 19 мая они проиграли «Мемфис Гриззлис», что вывело команду из борьбы за плей-офф второй сезон подряд.

### Чикаго Буллз (2021—2024)
11 августа 2021 года Дерозан был обменян в «Чикаго Буллз» в рамках сделки в формате «сайн-энд-трейд»; «Буллз» отправили Таддеуса Янга, Аль-Фарука Амину, защищенный драфт-пик первого раунда драфта и два драфт-пика второго раунда в «Сперс».
19 октября 2022 года в матче открытия сезона Дерозан набрал 37 очков, 6 подборов, 9 передач и 2 перехвата в матче против «Майами Хит», что сделало его и Майкла Джордана единственными игроками в истории «Буллз», набравшими не менее 35 очков, 5 подборов и 5 передач в дебютном матче сезона.
28 октября Дерозан набрал 33 очка в матче против «Сан-Антонио Сперс» и стал 50-м игроком в истории НБА, набравшим 20 000 очков за карьеру.
4 ноября Дерозан набрал рекордные для себя 46 очков в проигрыше от «Бостон Селтикс». 23 декабря Дерозан забил решающий бросок и набрал 25 очков, 10 передач и семь подборов в победе над «Нью-Йорк Никс». 28 декабря Дерозан набрал 42 очка, 10 подборов, 5 передач, 2 перехвата и 2 блока в победе над «Милуоки Бакс».
2 января 2023 года Дерозан набрал 44 очка в овертайме в матче против «Кливленд Кавальерс». 7 января Дерозан набрал 35 очков и отдал 7 передач в победе над «Ютой Джаз». Он обошел Пау Газоля и Боба Петтита и занял 40-е место в списке лучших бомбардиров НБА. 2 февраля Дерозан был выбран в качестве запасного игрока от Восточной конференции на Матч всех звезд НБА 2023 года, что стало его вторым подряд выбором в составе «Буллз». 17 марта Дерозан набрал максимальные за сезон 49 очков и 14 подборов, а Зак Лавин - 39 очков в победе над «Миннесотой Тимбервулвз». Их 88 суммарных очков превзошли предыдущий рекорд Майкла Джордана и Хораса Гранта (85 очков) и стало самым большим количеством очков, набранных за игру вдвоем в истории «Буллз».

### Сакраменто Кингз (2024—настоящее время)
8 июля 2024 года «Кингс» получили Дерозана посредством трехстороннего обмена по схеме сайн-энд-трейд, в котором так же приняли участие «Сан-Антонио» и «Чикаго». В «Сперс» перешел форвард Харрисон Барнс, а в «Чикаго» — Крис Дуарте, два выбора во втором раунде драфта и денежная компенсация. «Сан-Антонио» так же получит право обмена драфт-пиками с «Сакраменто» в 2031 году. Новый контракт Демара Дерозана рассчитан на 3 года и $74 млн.
20 марта 2025 года Дерозан в матче против «Чикаго Буллз» преодолел отметку в 25 000 очков за карьеру. Он стал шестым действующим игроком, которому удалось достигнуть такого результата. Ранее это делали Леброн Джеймс, Кевин Дюрэнт, Джеймс Харден, Расселл Уэстбрук и Стефен Карри. 11 апреля Дерозан обошел Реджи Миллера и занял 25-е место в списке лучших бомбардиров в истории НБА.

## Личная жизнь
В 2009 году начал встречаться с Карай Моррисон, в 2013 году узаконили свои отношения, есть двое детей Диар Дерозан и Мари Дерозан. Диар привлекла внимание общественности в 2023 году после того, как постоянно кричала во время штрафных бросков в игре «Буллз» против «Торонто Рэпторс». «Рэпторс» реализовали 18 из 36 штрафных бросков, и многие назвали Диар неотъемлемой частью победы «Буллз» со счетом 109:105. После игры форвард «Рэпторс» Скотти Барнс признал, что крики повлияли на реализацию штрафных бросков «Торонто».
Дерозан также страдает от депрессии и выступает в защиту других людей, страдающих от нее. После того как Дерозан и его коллега по НБА Кевин Лав публично высказались на тему психического здоровья, это побудило НБА ввести новое правило, согласно которому команда должна иметь в своем штате как минимум одного лицензированного специалиста по психическому здоровью. Дуэт также снялся в промо-ролике НБА, который запустил новую программу специалистов по психическому здоровью наряду с новым веб-сайтом с различными ресурсами по психическому здоровью. В 2024 году книга Дерозана «Above the Noise: My Story of Chasing Calm» была опубликована издательством Harmony Books. В книге описываются его переживания, связанные с депрессией, взрослением и медленным процессом исцеления.
Дерозан получил прозвище «Дибо» в честь персонажа из фильма «Пятница» 1995 года. Он получил это прозвище в шестом классе, когда избил восьмиклассника во время баскетбольного матча в школе. Дерозан размышлял об известности своего прозвища: «Когда люди называют меня так, вы должны знать меня дома, поэтому, когда это стало распространяться в НБА, я просто не знаю, как это попало в лигу».
В июле 2024 года Демар снялся в клипе на песню Кендрика Ламара «Not Like Us», дисс-трек, направленный против канадского рэпера Дрейка. В клипе Дерозан, как видно, дает дап Ламару и приседает, глядя в камеру во время строчек: «glad De-Roz (прозвище ДеРозана) come home, you'all didn't deserve him neither» (перевод: «Рад, что Де-Роз вернулся домой, вы все его не заслужили»). В тексте упоминается время, проведенное Дерозаном в «Торонто Рэпторс», в котором Дрейк считается глобальным послом. В ноябре 2024 года Дрейк, издеваясь над Дерозаном всю игру, ответил на вопрос о том, что «Рэпторс» могут повесить баннер с Дерозаном на своем стадионе, заявив, что он «сам подойдет и сорвет его». Дерозан ответил на пресс-конференции, заявив: «Ему предстоит долгий путь... пожелайте ему удачи».

## Статистика

### Статистика в НБА
| Сезон                                                                                    | Команда     | Регулярный сезон | Регулярный сезон | Регулярный сезон | Регулярный сезон | Регулярный сезон | Регулярный сезон | Регулярный сезон | Регулярный сезон | Регулярный сезон | Регулярный сезон | Регулярный сезон | Серия плей-офф | Серия плей-офф | Серия плей-офф | Серия плей-офф | Серия плей-офф | Серия плей-офф | Серия плей-офф | Серия плей-офф | Серия плей-офф | Серия плей-офф | Серия плей-офф |
| Сезон                                                                                    | Команда     | GP               | GS               | MPG              | FG%              | 3P%              | FT%              | RPG              | APG              | SPG              | BPG              | PPG              | GP             | GS             | MPG            | FG%            | 3P%            | FT%            | RPG            | APG            | SPG            | BPG            | PPG            |
| ---------------------------------------------------------------------------------------- | ----------- | ---------------- | ---------------- | ---------------- | ---------------- | ---------------- | ---------------- | ---------------- | ---------------- | ---------------- | ---------------- | ---------------- | -------------- | -------------- | -------------- | -------------- | -------------- | -------------- | -------------- | -------------- | -------------- | -------------- | -------------- |
| 2009/10                                                                                  | Торонто     | 77               | 65               | 21,6             | 49,8             | 25,0             | 76,3             | 2,9              | 0,7              | 0,6              | 0,2              | 8,6              | Не участвовал  | Не участвовал  | Не участвовал  | Не участвовал  | Не участвовал  | Не участвовал  | Не участвовал  | Не участвовал  | Не участвовал  | Не участвовал  | Не участвовал  |
| 2010/11                                                                                  | Торонто     | 82               | 82               | 34,8             | 46,7             | 9,6              | 81,3             | 3,8              | 1,8              | 1,0              | 0,4              | 17,2             | Не участвовал  | Не участвовал  | Не участвовал  | Не участвовал  | Не участвовал  | Не участвовал  | Не участвовал  | Не участвовал  | Не участвовал  | Не участвовал  | Не участвовал  |
| 2011/12                                                                                  | Торонто     | 63               | 63               | 35,0             | 42,2             | 26,1             | 81,0             | 3,3              | 2,0              | 0,8              | 0,3              | 16,7             | Не участвовал  | Не участвовал  | Не участвовал  | Не участвовал  | Не участвовал  | Не участвовал  | Не участвовал  | Не участвовал  | Не участвовал  | Не участвовал  | Не участвовал  |
| 2012/13                                                                                  | Торонто     | 82               | 82               | 36,7             | 44,5             | 28,3             | 83,1             | 3,9              | 2,5              | 0,9              | 0,3              | 18,1             | Не участвовал  | Не участвовал  | Не участвовал  | Не участвовал  | Не участвовал  | Не участвовал  | Не участвовал  | Не участвовал  | Не участвовал  | Не участвовал  | Не участвовал  |
| 2013/14                                                                                  | Торонто     | 79               | 79               | 38,2             | 42,9             | 30,5             | 82,4             | 4,3              | 4,0              | 1,1              | 0,4              | 22,7             | 7              | 7              | 40,3           | 38,5           | 33,3           | 89,9           | 4,1            | 3,6            | 1,1            | 0,3            | 23,9           |
| 2014/15                                                                                  | Торонто     | 60               | 60               | 35,0             | 41,3             | 28,4             | 83,2             | 4,6              | 3,5              | 1,2              | 0,2              | 20,1             | 4              | 4              | 39,7           | 40,0           | 37,5           | 82,4           | 6,3            | 5,8            | 1,5            | 0,0            | 20,3           |
| 2015/16                                                                                  | Торонто     | 78               | 78               | 35,9             | 44,6             | 33,8             | 85,0             | 4,5              | 4,0              | 1,0              | 0,3              | 23,5             | 20             | 20             | 37,3           | 39,4           | 15,4           | 81,3           | 4,2            | 2,7            | 1,1            | 0,2            | 20,9           |
| 2016/17                                                                                  | Торонто     | 74               | 74               | 35,4             | 46,7             | 26,6             | 84,2             | 5,2              | 3,9              | 1,1              | 0,2              | 27,3             | 10             | 10             | 37,3           | 43,4           | 6,7            | 88,8           | 4,9            | 3,4            | 1,4            | 0,0            | 22,4           |
| 2017/18                                                                                  | Торонто     | 80               | 80               | 33,9             | 45,6             | 31,0             | 82,5             | 3,9              | 5,2              | 1,1              | 0,3              | 23,0             | 10             | 10             | 35,4           | 43,7           | 28,6           | 81,1           | 3,6            | 4,0            | 0,5            | 0,6            | 22,7           |
| 2018/19                                                                                  | Сан-Антонио | 77               | 77               | 34,9             | 48,1             | 15,6             | 83,0             | 6,0              | 6,2              | 1,1              | 0,5              | 21,2             | 7              | 7              | 35,8           | 48,7           | 0,0            | 86,4           | 6,7            | 4,6            | 1,1            | 0,1            | 22,0           |
| 2019/20                                                                                  | Сан-Антонио | 68               | 68               | 34,1             | 53,1             | 25,7             | 84,5             | 5,5              | 5,6              | 1,0              | 0,3              | 22,1             | Не участвовал  | Не участвовал  | Не участвовал  | Не участвовал  | Не участвовал  | Не участвовал  | Не участвовал  | Не участвовал  | Не участвовал  | Не участвовал  | Не участвовал  |
| 2020/21                                                                                  | Сан-Антонио | 61               | 61               | 33,7             | 49,5             | 25,7             | 88,0             | 4,2              | 6,9              | 0,9              | 0,2              | 21,6             | Не участвовал  | Не участвовал  | Не участвовал  | Не участвовал  | Не участвовал  | Не участвовал  | Не участвовал  | Не участвовал  | Не участвовал  | Не участвовал  | Не участвовал  |
| 2021/22                                                                                  | Чикаго      | 76               | 76               | 36,1             | 50,4             | 35,2             | 87,7             | 5,2              | 4,9              | 0,9              | 0,3              | 27,9             | 5              | 5              | 40,7           | 41,1           | 0,0            | 86,7           | 5,4            | 4,8            | 1,8            | 0,4            | 20,8           |
| 2022/23                                                                                  | Чикаго      | 74               | 74               | 36,2             | 50,4             | 32,4             | 87,2             | 4,6              | 5,1              | 1,1              | 0,5              | 24,5             | Не участвовал  | Не участвовал  | Не участвовал  | Не участвовал  | Не участвовал  | Не участвовал  | Не участвовал  | Не участвовал  | Не участвовал  | Не участвовал  | Не участвовал  |
| 2023/24                                                                                  | Чикаго      | 79               | 79               | 37,8             | 48,0             | 33,3             | 85,3             | 4,3              | 5,3              | 1,1              | 0,6              | 24,0             | Не участвовал  | Не участвовал  | Не участвовал  | Не участвовал  | Не участвовал  | Не участвовал  | Не участвовал  | Не участвовал  | Не участвовал  | Не участвовал  | Не участвовал  |
|                                                                                          | Всего       | 1110             | 1098             | 34,6             | 46,9             | 29,6             | 84,1             | 4,4              | 4,1              | 1,0              | 0,3              | 21,2             | 63             | 63             | 37,6           | 41,8           | 21,4           | 85,2           | 4,7            | 3,7            | 1,1            | 0,2            | 21,8           |
| Наведите курсор мыши на аббревиатуры в заголовке таблицы, чтобы прочесть их расшифровку. |             |                  |                  |                  |                  |                  |                  |                  |                  |                  |                  |                  |                |                |                |                |                |                |                |                |                |                |                |

### Статистика в NCAA
| Сезон | Команда | Conf   | Class | GP | GS | MPG  | FG%  | 3P%  | FT%  | RPG | APG | SPG | BPG | PPG  |
| --- | ------- | ------ | ----- | -- | -- | ---- | ---- | ---- | ---- | --- | --- | --- | --- | ---- |
| 2008/09 | УСК     | Pac-10 | FR    | 35 | 35 | 33,4 | 52,3 | 16,7 | 64,6 | 5,7 | 1,5 | 0,9 | 0,4 | 13,9 |
| Всего | Всего   | Всего  | Всего | 35 | 35 | 33,4 | 52,3 | 16,7 | 64,6 | 5,7 | 1,5 | 0,9 | 0,4 | 13,9 |
| Наведите курсор мыши на аббревиатуры в заголовке таблицы, чтобы прочесть их расшифровку Статистика приведена с сайта sports-reference.com |         |        |       |    |    |      |      |      |      |     |     |     |     |      |